# Паласиос, Элибельтон
Элибельтон Паласиос Сапата (англ. Helibelton Palacios Zapata; род. 11 июня 1993 года, Сантандер-де-Киличао, департамент Каука) — колумбийский футболист, защитник клуба «Эльче». Выступал в сборной Колумбии. Участник Олимпийских игр 2016 года в Рио-де-Жанейро.

## Клубная карьера
Паласиос начал карьеру в клубе «Депортиво Кали». В 2011 году он был включён в заявку основной команды на сезон. 14 сентября 2011 года в матче против «Рионегро Агилас» Элибельтон дебютировал в Кубке Мустанга. В начале 2014 года для получения игровой практики он на правах аренды перешёл в «Ла Экидад». 8 февраля в матче против «Энвигадо» Паласиос дебютировал за новую команду. После окончания аренды Элибельтон вернулся в «Депортиво Кали». 27 октября в поединке против «Депортес Толима» он забил свой первый гол в чемпионате. В 2015 году Паласиос помог команде выиграть чемпионат.
В начале 2017 года Элибертон перешёл в бельгийский «Брюгге». 22 января в матче против льежского «Стандарда» он дебютировал в Жюпиле лиге.
В начале 2018 года Паласиос вернулся в Колумбию, подписав контракт с «Атлетико Насьональ». 4 февраля в матче против «Депортес Толима» он дебютировал за новую команду.

## Международная карьера
В 2013 году в составе молодёжной сборной Колумбии Паласиос выиграл молодёжном чемпионате Южной Америки в Аргентине. На турнире он сыграл в матчах против команд Боливии, Эквадора, Уругвая, Перу, Аргентины, Парагвая и дважды Чили.
Летом того же года Элибельтон принял участие в молодёжном чемпионате мира в Турции. На турнире он сыграл в матче против команд Австралии.
17 ноября 2015 года в отборочном матче чемпионата мира 2018 против сборной Аргентины Паласиос дебютировал за сборную Колумбии.
Летом 2016 года Паласиос в составе олимпийской сборной Колумбии принял участие в Олимпийских играх в Рио-де-Жанейро. На турнире он сыграл в матчах против команд Швеции, Японии Нигерии и Бразилии.

## Достижения
Командные
 «Депортиво Кали»
- Чемпионат Колумбии по футболу — Апертура 2015

Международные
 Колумбия (до 20)
- Чемпионат Южной Америки по футболу среди молодёжных команд — 2013